# Khu thắng cảnh Vũ Lăng Nguyên
Vũ Lăng Nguyên ([ù.lǐŋ.ɥɛ̌n]; tiếng Trung: 武陵源) là một địa điểm danh thắng nằm ở huyện Vũ Lăng Nguyên, phía tây thành phố Trương Gia Giới, tỉnh Hồ Nam, Trung Quốc. Nó được UNESCO công nhận là Di sản thế giới từ năm 1992, nhờ cảnh quan tự nhiên với hơn 3.000 cột sa thạch thạch anh có chiều cao hơn 200 mét cùng với nhiều khe núi và hẻm núi với những dòng suối, hồ, sông và thác nước tuyệt đẹp. Thắng cảnh này bao gồm Rừng quốc gia Trương Gia Giới, công viên địa chất quốc gia Trương Gia Giới, và ba khu bảo tồn thiên nhiên thung lũng Tác Khê, núi Thiên Tử, Trương Gia Giới với tổng diện tích khoảng 391 km vuông, trong đó vùng lõi khu vực danh lam thắng cảnh có diện tích hơn 250 km vuông. Tên gọi Vũ Lăng Nguyên có nguồn gốc từ bài thơ "Đào nguyên hành" của một nhà thơ đời Đường ca ngợi vùng đất này, trong đó có chữ "Vũ Lăng Nguyên". Từ đó "Vũ Lăng Nguyên" được dùng để chỉ vùng đất này.

## Mô tả

Một góc công viên rừng quốc gia Trương Gia Giới

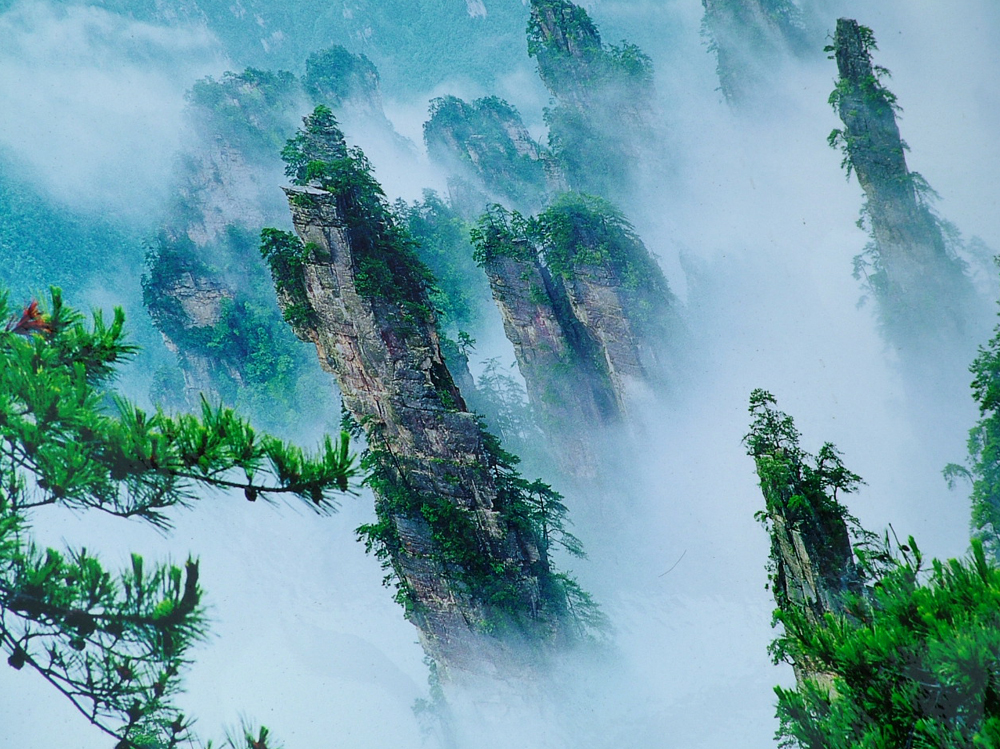

Khu thắng cảnh này có diện tích 396 km², được tạo thành bởi ba khu bảo tồn tự nhiên: công viên rừng quốc gia Trương Gia Giới, vực Sở Khê và núi Thiên Tử gồm 560 thắng cảnh khác nhau. Vũ Lăng Nguyên thời viễn cổ là vùng đại dương mênh mông, thạch anh, nham cát trầm tích lại trên bờ biển. Trải qua quá tình vận động phức tạp của vỏ Trái Đất và tác dụng xâm thực xói mòn của nước đã hình thành một cảnh quan kỳ vĩ. Một rừng ngọn núi lô nhô khoảnh 243 ngọn cao trên 1.000 m và 34 con suối dài trên 2.000 m. Ở đây tập trung cả năm sắc thái là kỳ vĩ, oai hùng, u tịch, hoang dã và tú lệ.
Ở Vũ Lăng Nguyên có nhiều cảnh quan mà các nơi khác không có. Đó là vịnh Tân Đường trên núi Thiên Tử. Nó là một cái hố thiên nhiên lớn hình bán nguyệt với diện tích hơn 10m². Ba mặt là vách núi dựng đứng, hố sâu không thấy đáy, rất bí hiểm.
Công viên rừng quốc gia Trương Gia Giới với những bãi đá có hình thù kỳ quái, nước trong xanh và rừng rậm. Vực Sở Khê có khe nước sâu, nước suối trong, hang động tự nhiên. Núi Thiên Tử có thế núi hiểm trở với rừng rậm bao quanh.

## Thực vật
Rừng cây ở Vũ Lăng Nguyên có nhiều loại cây quý hiếm. Các loại cây gỗ quý trên thế giới đều có mặt ở đây. Cây lấy gỗ tới 517 loài, nhiều gấp đôi các loại cây lấy gỗ ở châu Âu. Vũ Lăng Nguyên còn là một vườn động vật thiên nhiên, đặc biệt là loại công có mào gà, có loài gà bối thủy lông đỏ vừa đi vừa bay trông rất dị hình và có nhiều loài chim muông địa phương đặc biệt chỉ có ở đây.

## Văn hóa dân tộc ít người
Vũ Lăng là nơi sinh sống của rất nhiều dân tộc thiểu số, với nhiều phong tục tập quán đặc sắc như: hôn lễ của dân tộc Thổ Gia, lễ hội mồng tám tháng 4, hát đối,…

## Hình ảnh

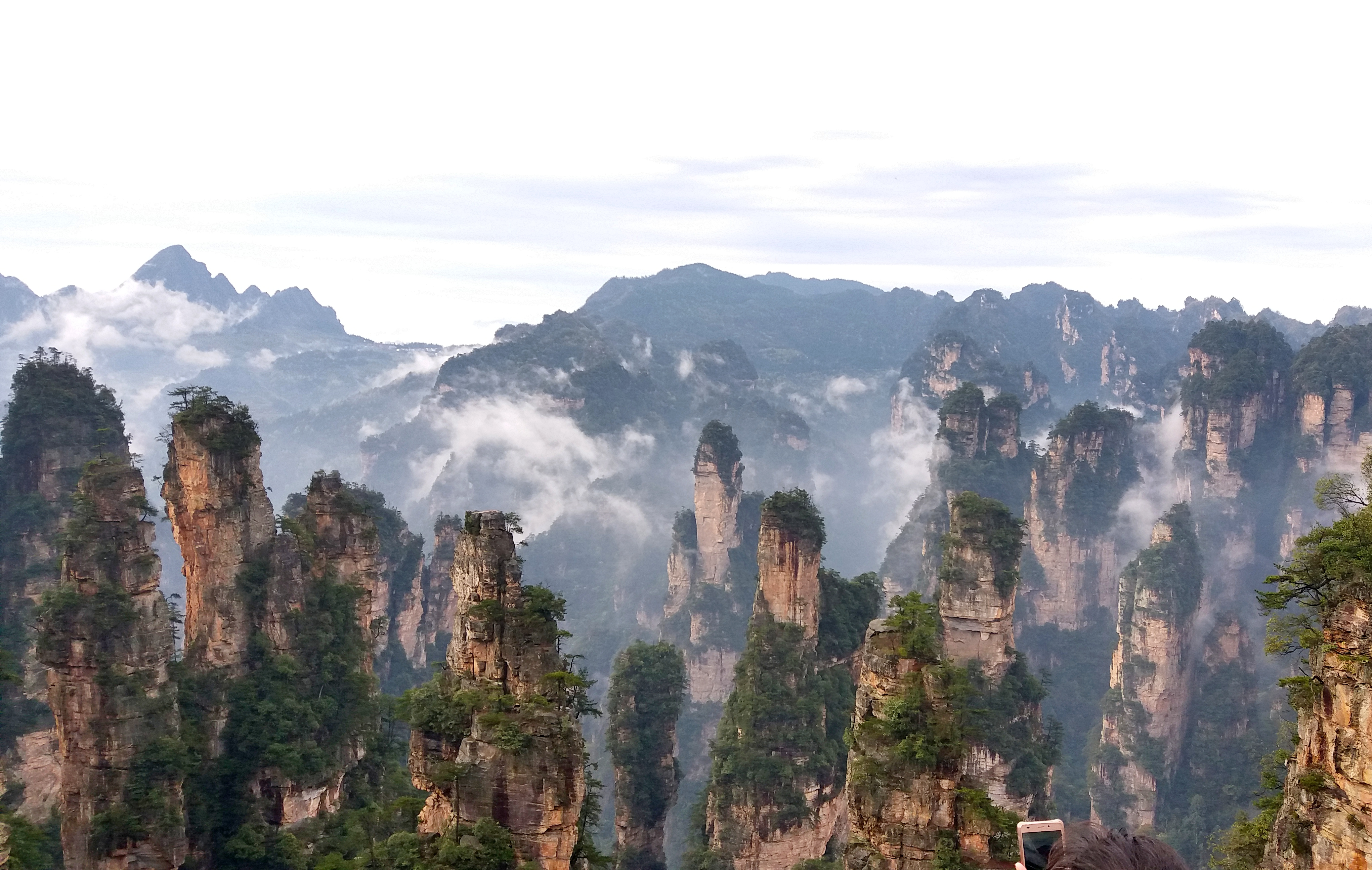
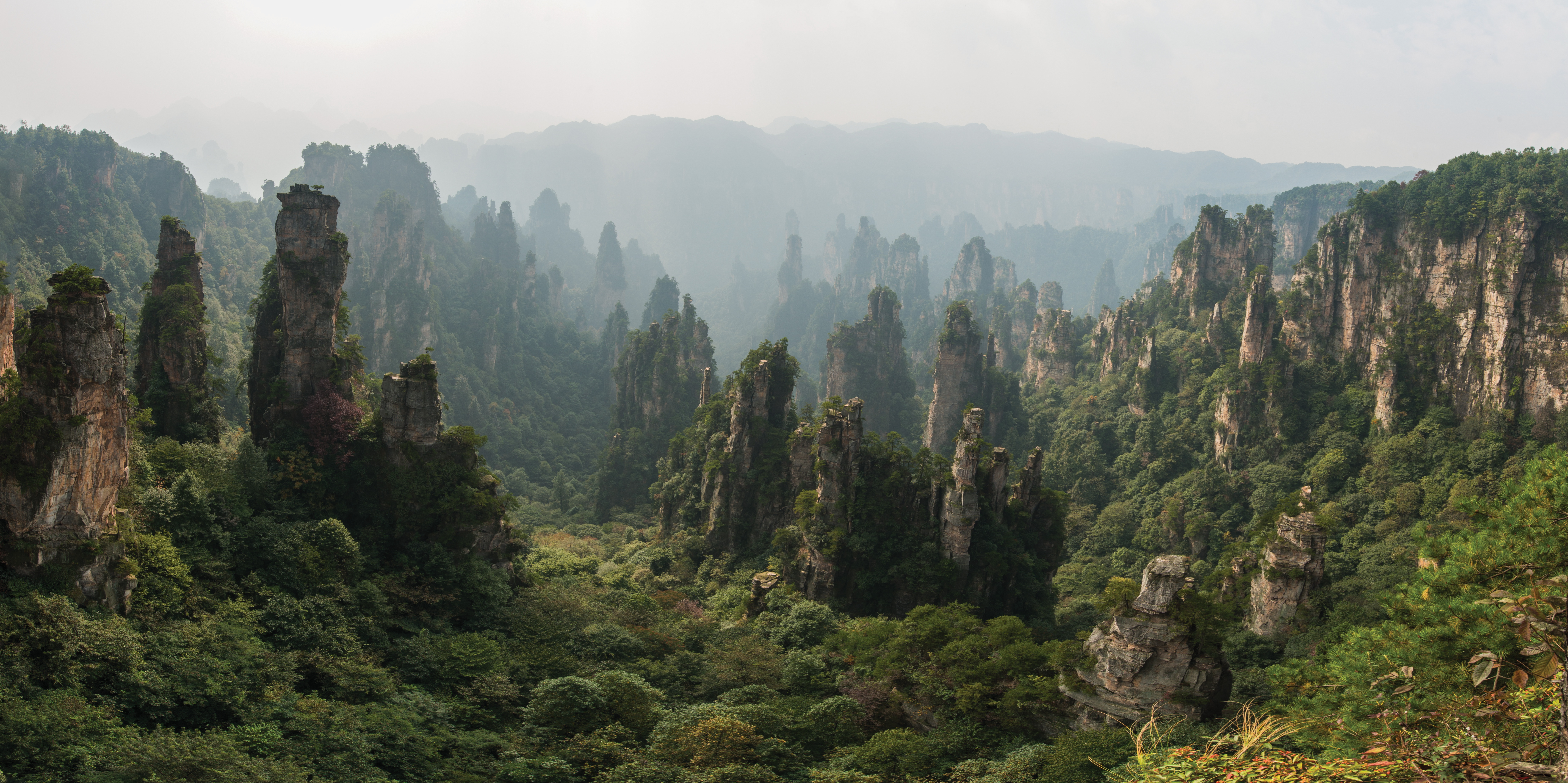
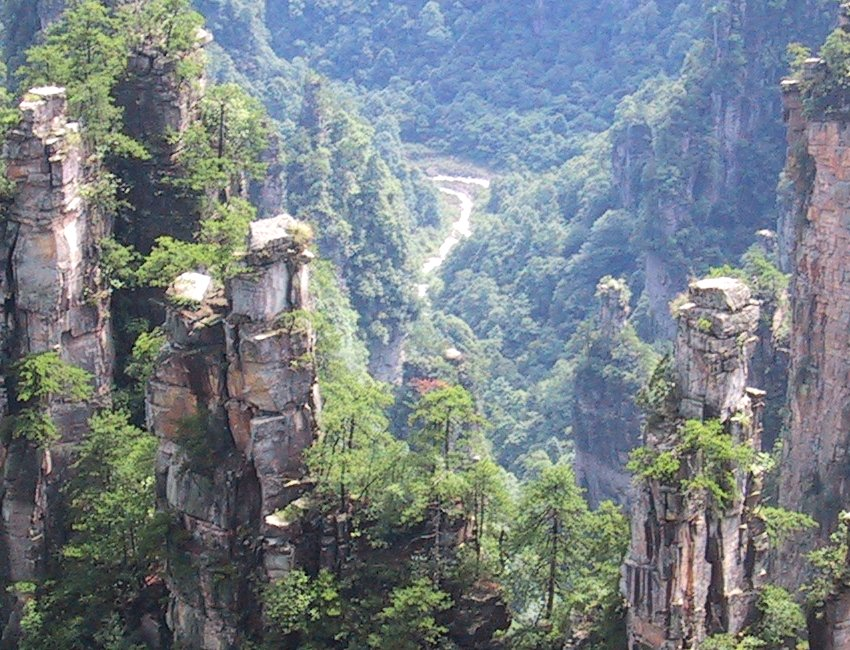
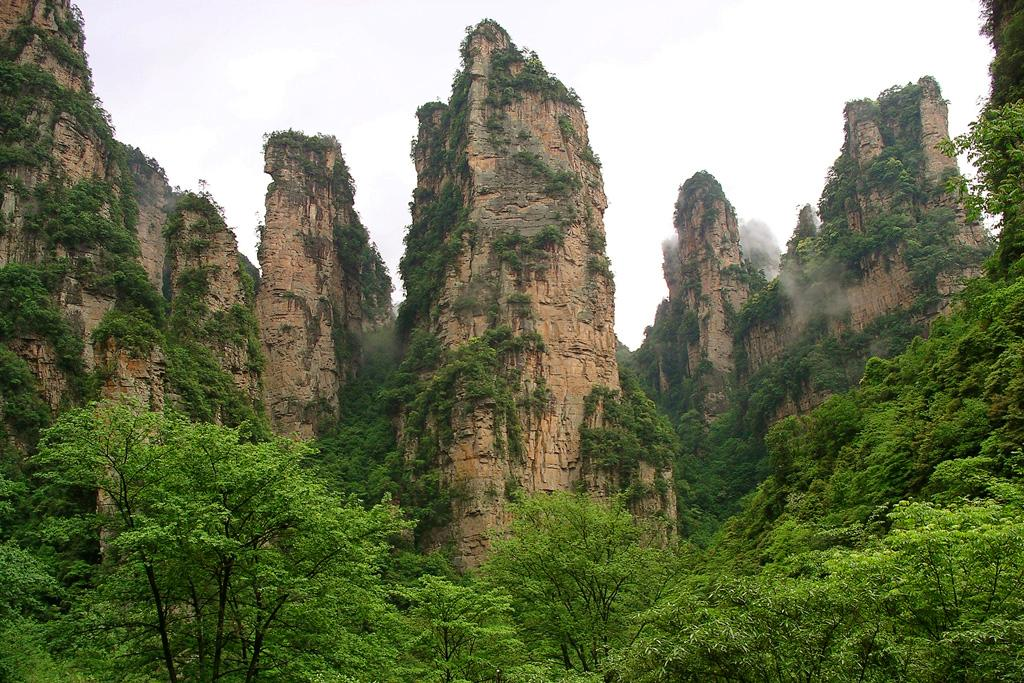
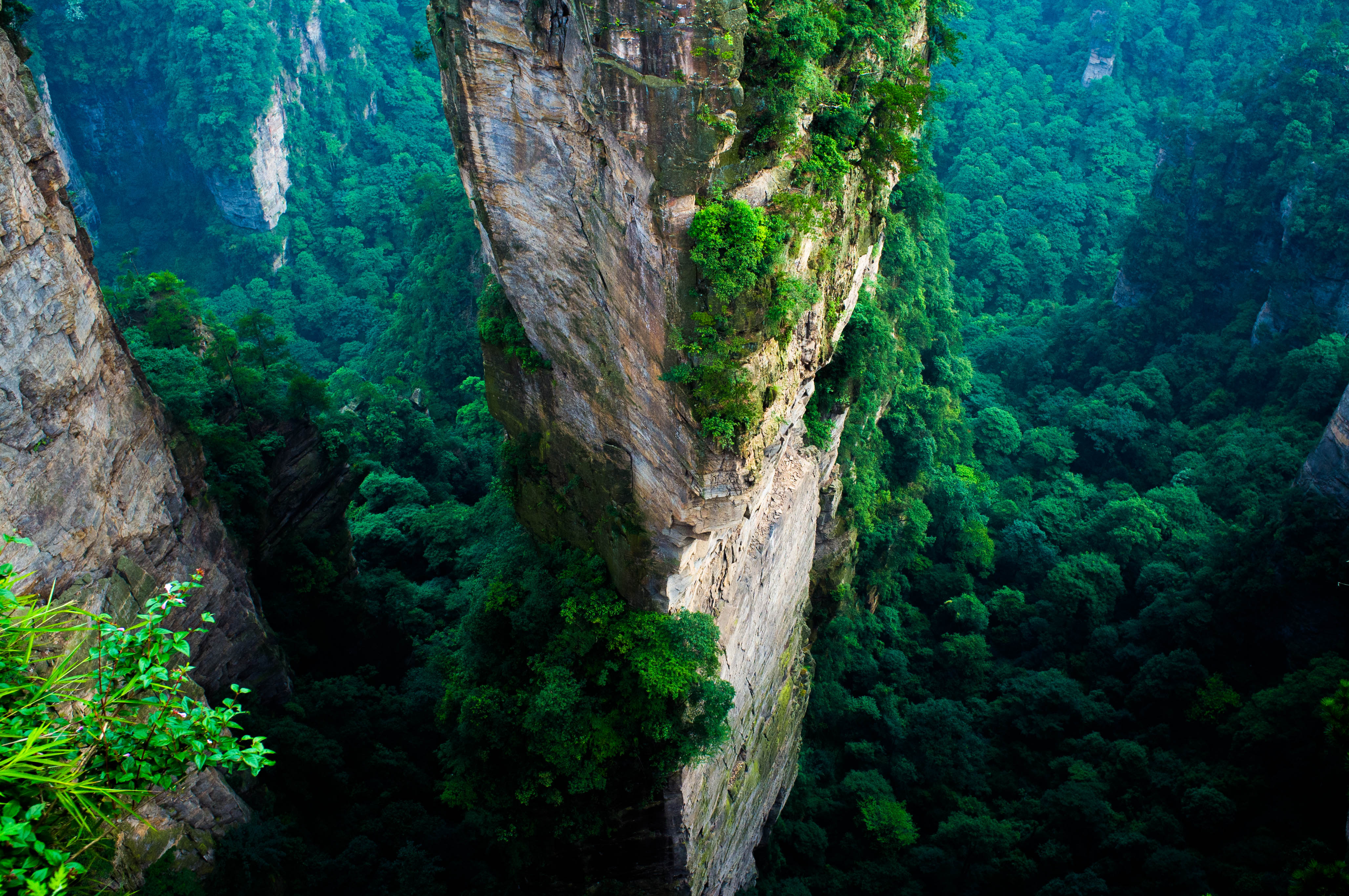
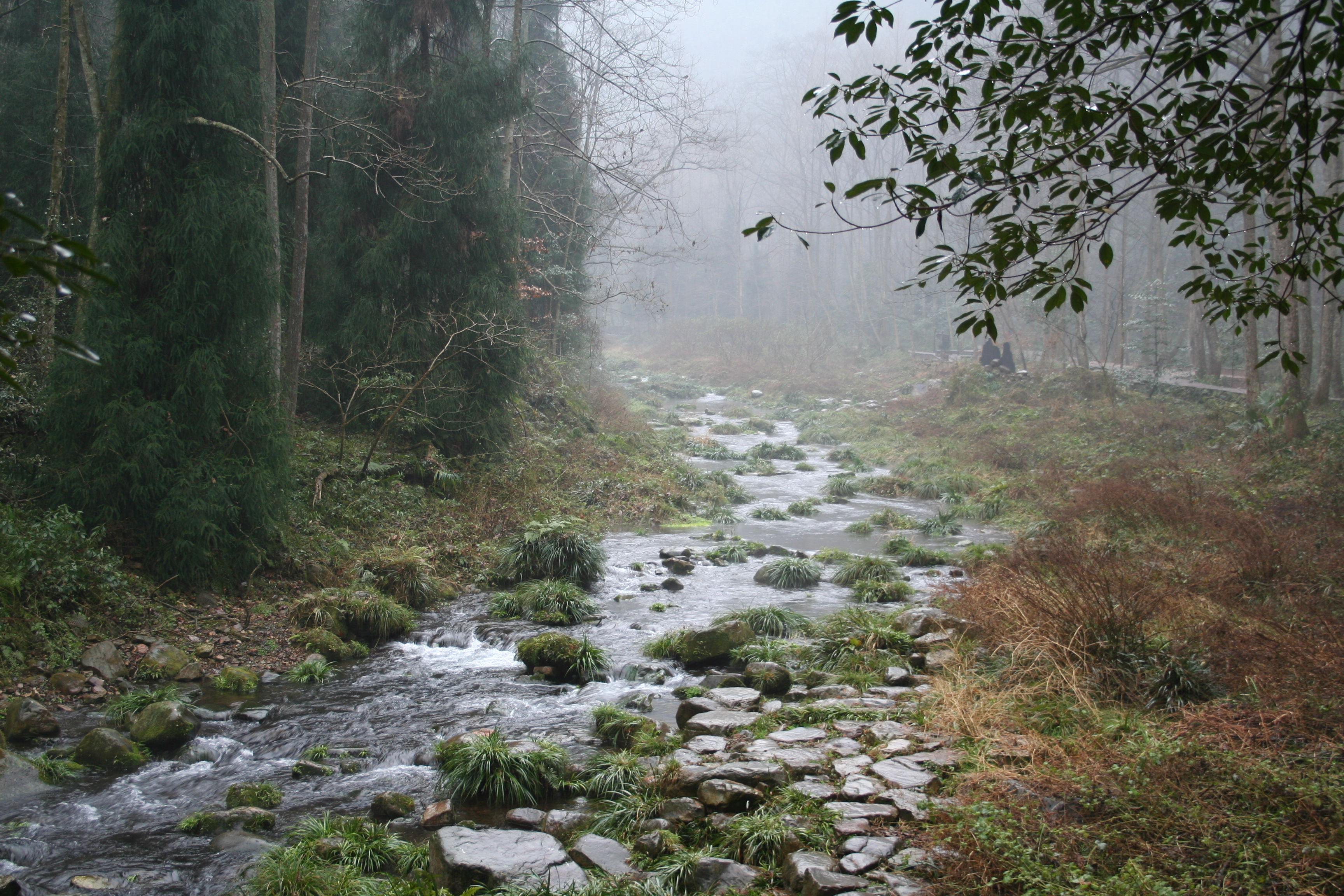
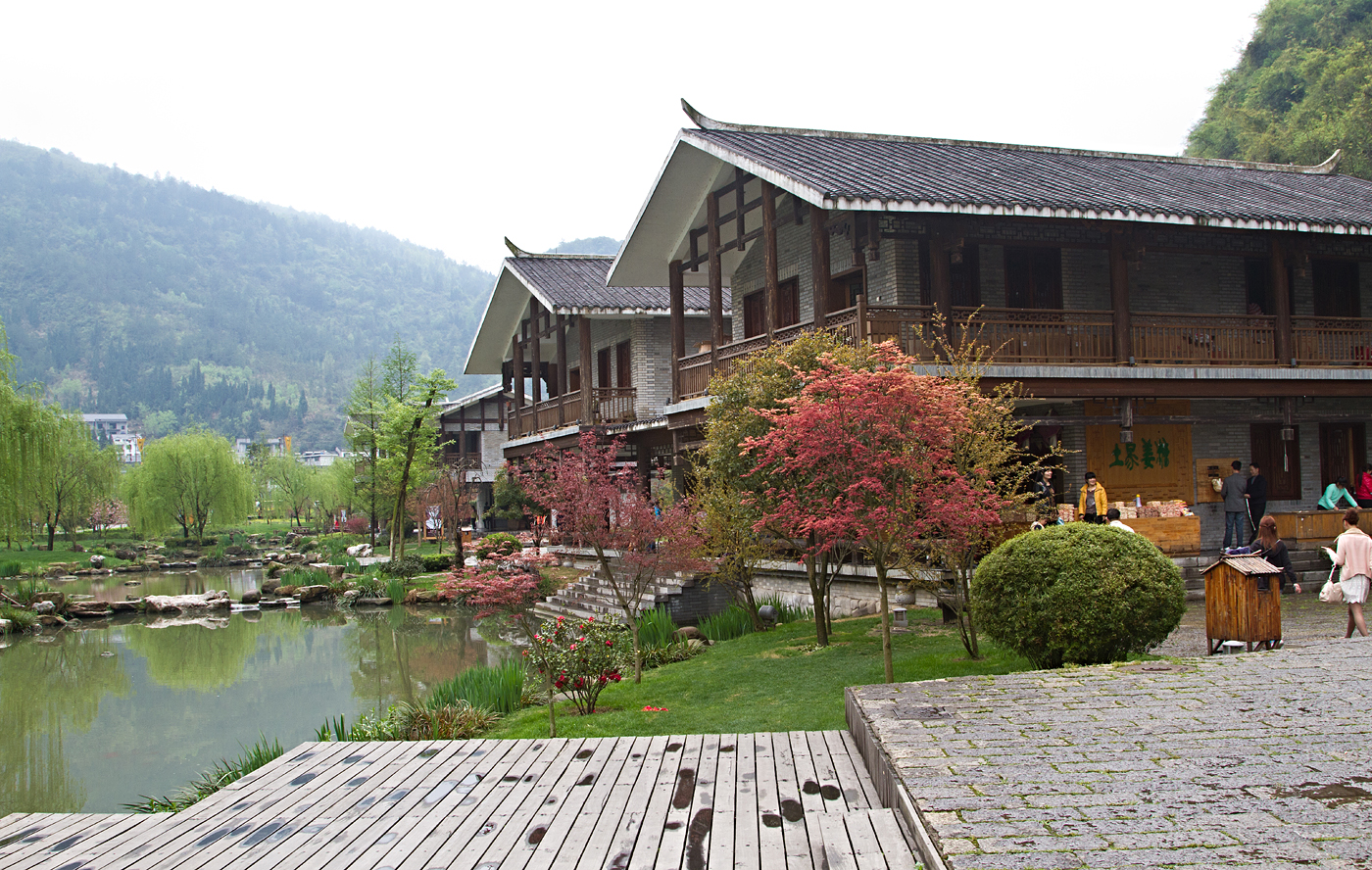
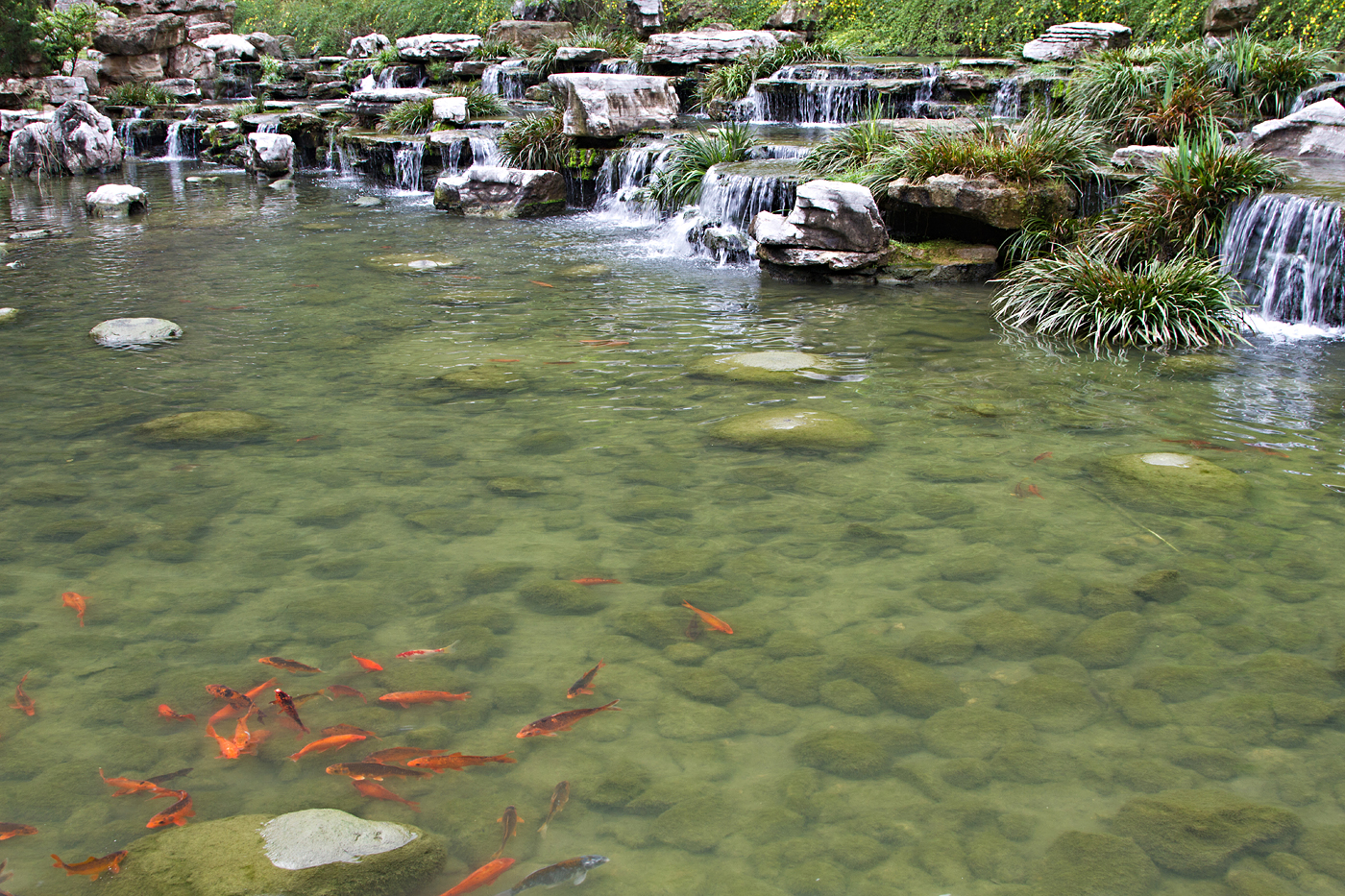
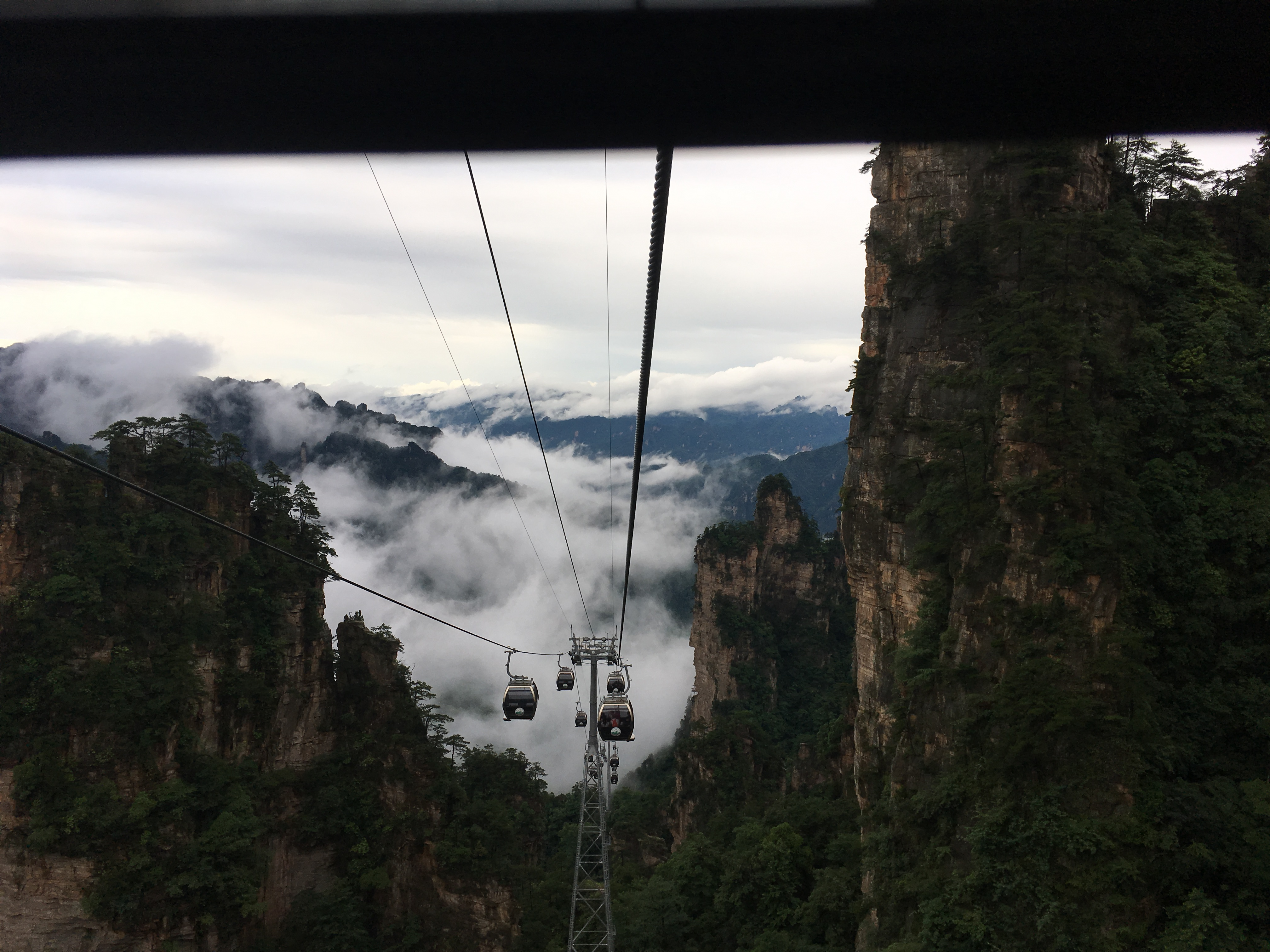
Cáp treo